# Малий Кал (Іванчна Гориця)
Малий Кал (словен. Mali Kal) — поселення в общині Іванчна Гориця, Осреднєсловенський регіон, Словенія. Висота над рівнем моря: 453,2 м.